# Supercopa Ibèrica d'handbol femenina
La Supercopa Ibèrica d'handbol femenina és una competició esportiva de clubs d'handbol espanyols i portuguesos, creada la temporada 2022-23. De caràcter anual, és coorganitzada per la Reial Federació Espanyola d'Handbol i la Federació Portuguesa d'Handbol. Hi participen els campions de Lliga i Copa de la temporada anterior a les respectives lligues nacionals. Es disputa en format de final a quatre en una seu neutral, alternant-se anualment a Espanya i Portugal. La competició substitueix la Supercopa d'Espanya d'handbol femenina. El primer campió de la competició fou el Super Amara Bera Bera.

## Clubs participants
La I edició de la Supercopa Ibèrica Femenina se celebrà al Pavelló José Antonio Gasca de Sant Sebastià, el 8 i 9 de setembre de 2023. Hi participaren els campions de Lliga ASOBAL i Copa del Rei, i de Lliga i Copa portuguesa:
- Super Amara Bera Bera
- Costa del Sol Málaga
- Madeira Andebol SAD
- SL Benfica

## Historial
| En negreta = Equip guanyador (prò.) = Pròrroga (p.) = Penals (1) = Nombre de títols Nota: Noms dels equips segons l'època |

| Edició | Temp.   | Data       | Campió                    | Resultat   | Finalista            | Seu                                       | refs. |
| ------ | ------- | ---------- | ------------------------- | ---------- | -------------------- | ----------------------------------------- | ----- |
| I      | 2023-24 | 09-09-2023 | Super Amara Bera Bera (1) | 31-30 (p.) | Costa del Sol Málaga | Pavelló José Antonio Gasca, Sant Sebastià | [ 2 ] |